# Râul Noroieni
Râul Noroieni este un râu afluent al râului Egherul Mare. 